# ラナ・デル・レイ
エリザベス・ウールリッジ・グラント（Elizabeth Woolridge Grant、1985年6月21日 - ）は、ラナ・デル・レイ（Lana Del Rey）の芸名で知られるアメリカ合衆国のシンガーソングライター。

## 略歴
自らの音楽ジャンルを「サッドコア」と定義しているように、悲しみを表現したメランコリーな楽曲に代表される。2023年には米ローリングストーン誌の「史上最も偉大な200人のシンガー」、姉妹誌である英ローリングストーン誌の「21世紀で最も偉大なアメリカ人ソングライター」に選出された。グラミー賞には過去11回ノミネートされている。

## 生い立ち
1985年6月21日、ニューヨーク州ニューヨーク・シティのマンハッタンで生まれ、レークプラシッドで育つ。家族はスコットランドおよびイングランド系のアメリカ人であり、カトリック教徒である。小学生時代には教会の聖歌隊にカントルとして参加していた。
母親が教師を務める高校に1年間通うも、アルコール依存症と薬物依存症から脱却するため、15歳の頃におじが入学担当官を務めるコネチカット州の寄宿学校ケント・ハイスクールに預けられた。この時の環境を外側は整ってるけれど、内側は滅茶苦茶だったと語っており、かなり辛い日々を送っていたことが後に明らかとなっている。また、10代から20代初期までの間は友達を作るのに苦労したと言い、幼い頃から死について考えており、それが不安や疎外感に関係していたと語っている。
その後、アルコール依存症のリハビリのために高校を中退し、おじとおばが住むニューヨーク州ロングアイランドでパートタイムのウェイトレスとして勤務した。なお、2003年以来は飲酒を控えている。この滞在中、おじにギターを教わり、6つのコードでおそらく100万曲作れるだろうと気づいた。 まもなくして作曲を始め、「スパークル・ジャンプロープ・クイーン」や「リジー・グラント・アンド・ザ・フェノミーナ」などの様々な名前で市内のナイトクラブで演奏するようになった。
ニューヨーク州立大学ジェネセオ校に通うもギャップ・イヤーを取るために退学し、2004年秋、19歳の時にニューヨーク州の名門フォーダム大学に入学。哲学を専攻し、主に形而上学を勉強した。この頃から音楽活動を本格的に行うようになった。2008年夏、フォーダム大学で哲学の学士号を取得し、卒業した。

## 経歴

### 2005年 - 2010年: 歌手活動開始
2005年春、大学在学中に「メイ・ジェイラー」名義でEP『Rock Me Stable』を米国著作権局に登録した。2枚目のEP『From the End』も同名義で録音された。2005年から2006年にかけて録音したアコースティックアルバム『Sirens』は、2012年半ばにインターネット上に流出した。
2006年、シンガーソングライターのコンテストで、デイビッド・ニックターンが代表を務める独立系レーベルの5ポインツ・レコードでA&Rを担当するヴァン・ウィルソンと出会った。2007年、大学4年生の時にデモテープ「No Kung Fu」を5ポインツ・レコードに提出し、1万ドルでレコーディング契約を締結した。そのお金でニュージャージー州ノースバーゲンのトレーラーハウスに引っ越し、音楽プロデューサーのデイヴィッド・カーンと仕事を開始した。
大学卒業後の2008年10月21日、カーンのプロデュースのもと、「リジー・グラント」名義で初のオフィシャルEP『Kill Kill』をリリース。一方同じ頃、ホームレスや薬物中毒者のための地域支援活動を行っていた。大学時代にアメリカ先住民居留地で家屋の塗装や再建をするために国中を旅したことをきっかけに、地域奉仕活動に興味を持つようになった。
2010年1月4日、「ラナ・デル・レイ」名義で初のオフィシャルアルバム『ラナ・デル・レイ A.K.A. リジー・グラント』をiTunesでデジタルリリースするも、5ポインツ・レコードとの権利問題で4月に販売が停止された。

### 2011年 - 2013年:Born to Die、メジャーデビューとブレイク

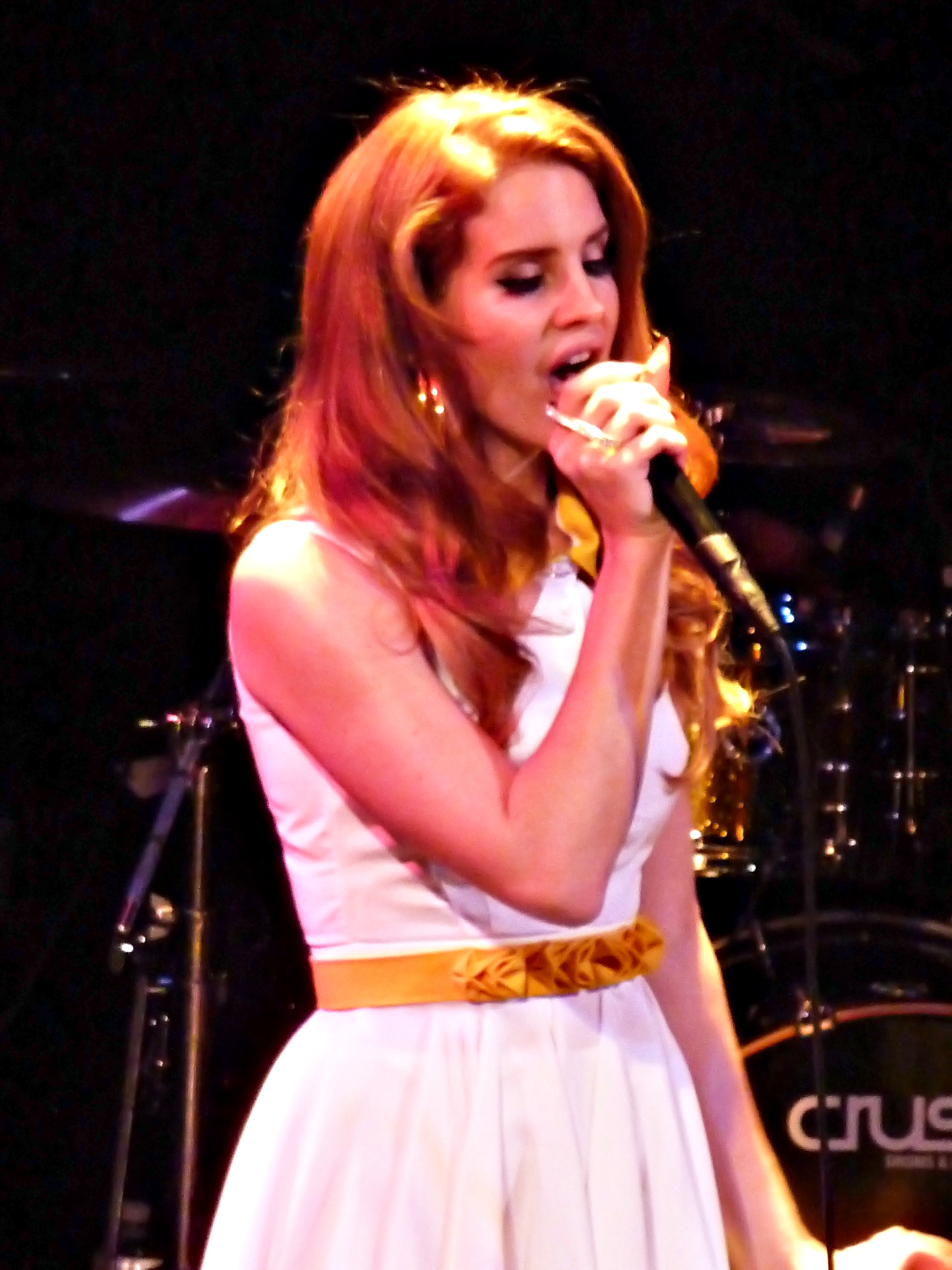
バワリー・ボールルームにて（2011年12月5日）

2011年、自主制作のミュージックビデオ「Video Games」「Blue Jeans」をYouTubeに投稿。「Video Games」はインターネット上で大きな反響を呼んだ。6月、ストレンジャー・レコードと契約し、初のシングルとして「Video Games」をリリースした。
同年、2ndアルバム『ボーン・トゥ・ダイ』のリリースのためにインタースコープ・レコーズとポリドール・レコードと契約。
2012年1月10日、2nd EP『Lana Del Rey』をデジタルリリース。米ビルボード200にて、初登場20位を記録。
2012年1月31日、2ndアルバム『ボーン・トゥ・ダイ』をリリースし、11の国のチャートで1位を獲得した。英NME誌の2010年代のベストアルバム10位にランクインするなど批評的にも高い評価を得ており、トリップ・ホップの独自解釈を加えたとされた。本作収録のシングル「Summertime Sadness」は全米最高6位を記録し、アメリカでの自身最高位となっている。
同月、『サタデー・ナイト・ライヴ』に出演して「Blue Jeans」「Video Games」を披露したが、音程が不安定だったことで視聴者の嘲笑を受け、後の番組内でパロディ化されるなどした。この一件があってからテレビでのライヴ出演を控えるようになる。
2012年3月8日、渋谷の「duo MUSIC EXCHANGE」で予定されていた初来日公演ライブが、スケジュール上の都合により急遽中止となった。続く5月28日にも、再び同会場で予定されていたライブが、体調不良により急遽中止となった。以降、来日公演は実現していない。
2012年11月12日、3rd EP『Paradise』をリリース。本作は第56回グラミー賞の最優秀ポップ・ボーカル・アルバムにノミネートされ 、MTVヨーロッパ・ミュージック・アワード2012の最優秀オルタナティブ賞 、ブリット・アワード2012のインターナショナル・ブレイクスルー・アーティスト賞 、ブリット・アワード2013にインターナショナル女性アーティスト賞を受賞した 。
2013年12月6日、4th EP『Tropico』をリリース。

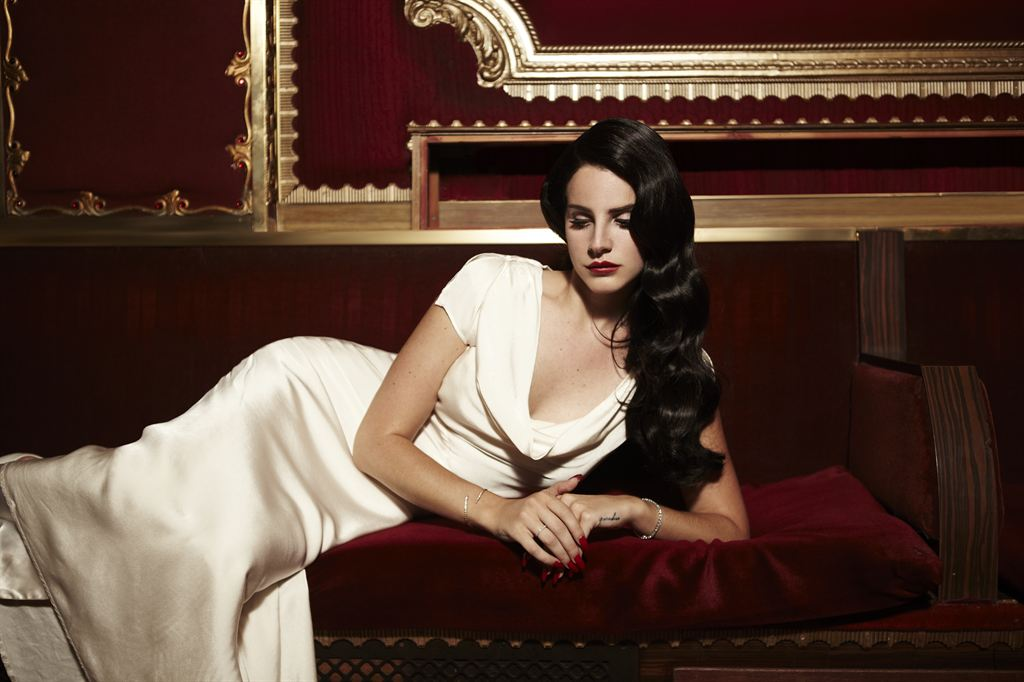
『ボーン・トゥ・ダイ』収録曲「Burnig Desire」MVより（2013年2月14日）

### 2014年 - 2016年:Ultraviolence、Honeymoon
2014年6月3日、3rdアルバム『ウルトラ・ヴァイオレンス』をリリース。アメリカ、イギリスをはじめとする12の国でチャート1位を記録した。ザ・ブラック・キーズのダン・オーバックと制作された本作は、ブルージーなギターロックを取り入れ、前作までよりプログラミングの比重を抑えたソフトロック風のサウンドになっている。
2015年9月18日、4thアルバム『ハネムーン』をリリース。リリースに先立つ2015年5月には、コートニー・ラブ、グライムスらをオープニングアクトに迎えたツアー『The Endless Summer Tour』を開催した。
2016年、ザ・ウィークエンドのアルバム『スターボーイ』の収録曲「Party Monster」にコーラスと共同作曲、「Stargirl Interlude」にメインボーカルで参加した。「Party Monster」はシングルカットされ、全米20位のヒットとなった。

### 2017年 - 2019年:Lust for Life、Norman Fucking Rockwell!

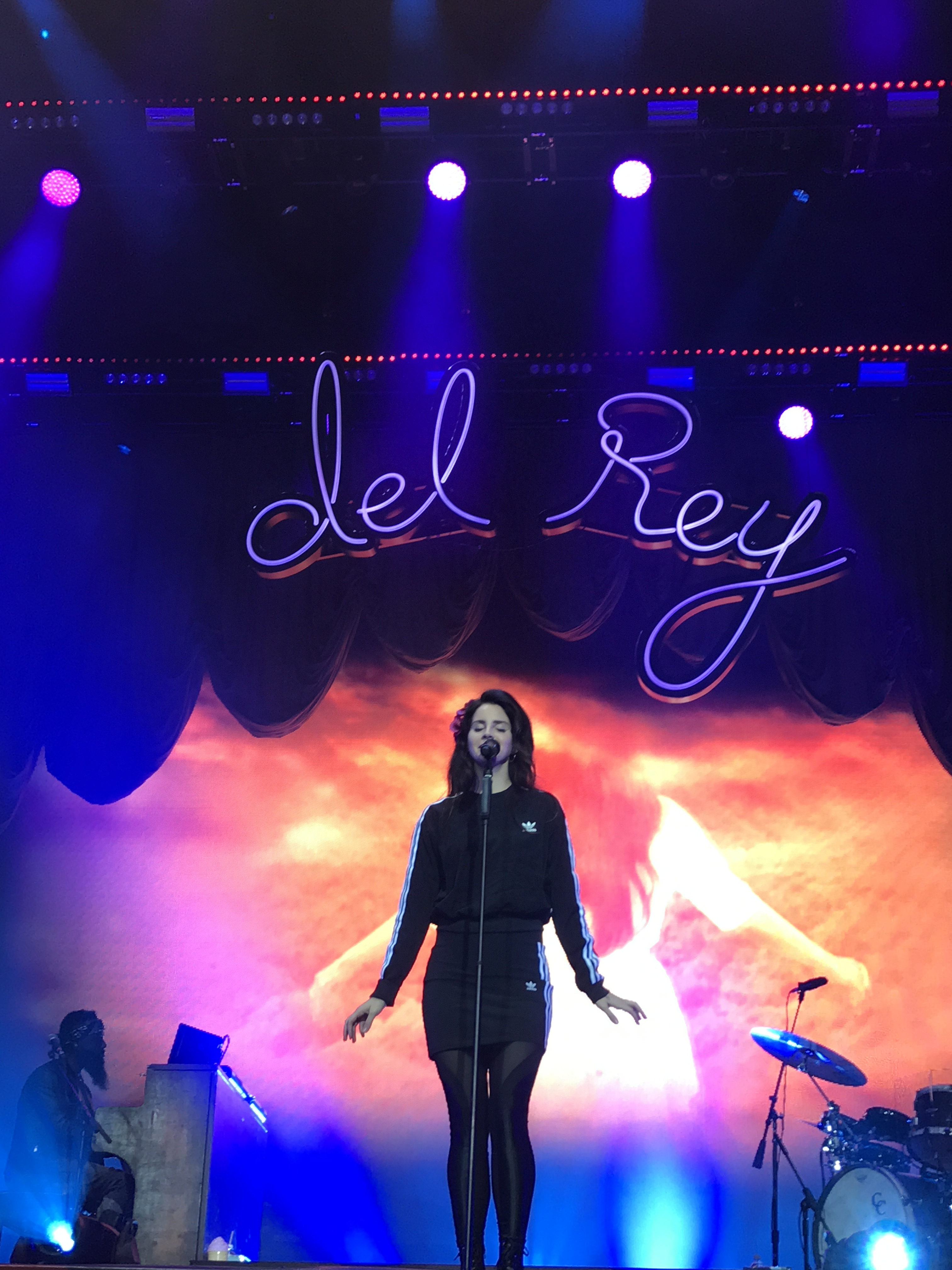
フロー・フェスティバルにて（2017年8月11日）

2017年7月21日、5thアルバム『ラスト・フォー・ライフ』を発表。自身2度目となる全米アルバムチャート1位を記録。それまでのアルバムとは異なりザ・ウィークエンドやショーン・レノン、スティーヴィー・ニックス、エイサップ・ロッキー、プレイボーイ・カーティといった多くのゲストを迎え、トラップ・ミュージックの要素も加えた実験的な作品となった。本作は第60回グラミー賞の最優秀ポップ・ボーカル・アルバムにノミネートされた 。
2019年8月30日、6thアルバム『ノーマン・ファッキング・ロックウェル!』をリリース。ジャック・アントノフをプロデューサーに迎え、70年代ロックを軸に、サイケデリック・ポップやトリップ・ホップなどの要素を加えたサウンドになった。本作はレビュー収集サイトMetacriticで28のレビューの加重平均値で100点中87点を獲得するなど高い評価を受け、第62回グラミー賞の最優秀アルバム賞にノミネートされ、また、タイトル曲が最優秀楽曲賞にノミネートされた 。米ローリングストーン誌が発表した「歴代最高のアルバム500選」の2020年改訂版において321位にランクインするなど、批評的にも高い評価を得ている。
9月、同年公開のアクション映画『チャーリーズ・エンジェル』のサウンドトラック収録曲として、アリアナ・グランデ、マイリー・サイラスとのコラボレーション曲『ドント・コール・ミー・エンジェル』をリリース。

### 2020年 - 2023年:Chemtrails over the Country Club、Blue BanistersDid You Know That There's a Tunnel Under Ocean Blvd
2021年3月19日、7thアルバム『ケムトレイルズ・オーヴァー・ザ・カントリー・クラブ』をリリース。前作と同様にジャック・アントノフをプロデューサーに迎えた本作では、フォークやアメリカーナにインスピレーションを受けた作風になっている 。
2021年10月22日、同年2枚目のアルバムとなる8thアルバム『ブルー・バニスターズ』をリリース。前作のアメリカーナ路線の延長線上にある作風で、大半がダウンテンポのピアノバラードの作品となった。レビュー収集サイトMetacriticで21のレビューに基づく加重平均値で100点中80点の高評価を獲得している 。
2023年3月24日、9thアルバム『ディド・ユー・ノウ・ザット・ゼアズ・ア・トンネル・アンダー・オーシャン・ブルバード』をリリース。

## 人物
「ラナ・デル・レイ」の名の所以について、本人は「響きが美しいから」「海辺の美しさを思わせる」としており、女優のラナ・ターナーとフォード・モーターの車種フォード・デル・レイから取ったとされるインターネット上の説は否定している。また、初期の頃には自らを「ギャングスター・ナンシー・シナトラ」と例えることもあった。
作品には50年代から70年代のアメリカーナの特徴が多くフィーチャーされている。ニルヴァーナのカート・コバーンからの影響が最も強く、MTVのインタビューにおいて「彼は私が見た中で最も美しい人。その時は子供だったけど、彼が持つ悲しみに共鳴した。私にとって一番のインスピレーションであり続けている」と語っている。2012年のインタビューでは、偉大な人物としてカートの他にエルヴィス・プレスリーとジェフ・バックリィの名を挙げている。「彼らが悲劇的な人生を送ったことに惹かれるのではなく、純粋に彼らの音楽が好きだ」という。

### 私生活
2024年9月26日、ルイジアナ州デイ・アルマンズのバイユーでワニハンターとして働くジェレミー・デュフレーヌと結婚した。2019年にワニツアーで出会い、その後再会したことで交際に至った。

## 騒動
2020年、自身の楽曲について「虐待を美化している」と批判されたことを受けて、長文のメッセージを投稿して反論。自身がそうした批判に晒されている中でもビヨンセ、ニッキー・ミナージュ、アリアナ・グランデ、カーディ・B、ドージャ・キャットなどが「セクシーで、服を身に着けず、ファックする、浮気」などの歌を歌ってチャートのトップに立っているとした。しかしここで挙げた名前が有色人種のアーティストの名前だけであったため、人種差別だとして大きなバッシングを受けた。

## ディスコグラフィ

### EP
| #                                         | タイトル                      | アルバム詳細                                                                                                  | チャート最高位 | チャート最高位 | チャート最高位 | 売上枚数       | 認定            |
| #                                         | タイトル                      | アルバム詳細                                                                                                  | US             | US ロック      | AUS            | 売上枚数       | 認定            |
| ----------------------------------------- | ----------------------------- | --- | -------------- | -------------- | -------------- | -------------- | --------------- |
| 1st                                       | キル・キル Kill Kill          | - 発売日: 2008年10月21日 - レーベル: 5ポインツ - フォーマット: デジタルダウンロード                           | —              | —              | —              |                |                 |
| 2nd                                       | ラナ・デル・レイ Lana Del Rey | - 発売日: 2012年1月10日 - レーベル: ポリドール、インタースコープ - フォーマット: デジタルダウンロード         | 20             | 6              | —              |                |                 |
| 3rd                                       | パラダイス Paradise           | - 発売日: 2012年11月9日 - レーベル: ポリドール、インタースコープ - フォーマット: CD、LP、デジタルダウンロード | 10             | 4              | 19             | - 全米: 33.2万 | - AUS: プラチナ |
| 4th                                       | トロピコ Tropico              | - 発売日: 2013年12月6日 - レーベル: ポリドール、インタースコープ - フォーマット: デジタルダウンロード         | —              | —              | —              |                |                 |
| "—"は未発売またはチャート圏外を意味する。 |                               | |                |                |                |                |                 |

### シングル
- Video Games（2011年）
- Born to Die（2011年）
- Blue Jeans（2012年）
- Summertime Sadness（2012年）
- National Anthem（2012年）
- Blue Velvet（2012年）
- Ride（2012年）
- Dark Paradise（2013年）
- Burning Desire（2013年）
- Young and Beautiful（2013年） - 『華麗なるギャツビー』サウンドトラックより
- Once Upon a Dream（2014年） - 『マレフィセント』サウンドトラックより
- West Coast（2014年）
- Shades of Cool（2014年）
- Ultraviolence（2014年）
- Brooklyn Baby（2014年）
- Black Beauty（2014年）
- Big Eyes（2015年）
- Honeymoon（2015年）
- High By The Beach（2015年）
- Music to Watch Boys to（2015年）
- Freak（2016年）
- Terrence Loves You（2017年）
- Love（2017年）
- Lust for Life（2017年）
- Coachella - Woodstock in My Mind（2017年）
- Summer Bummer（2017年）
- Groupie Love（2017年）
- White Mustang（2017年）
- Mariners Apartment Complex（2018年）
- Venice Bitch（2018年）
- Hope Is a Dangerous Thing for a Woman Like Me to Have – but I Have It（2019年）
- Doin' Time（2019年）
- Season of the Witch（2019年） - 『スケアリーストーリーズ 怖い本』サウンドトラックより
- Looking For America（2019年）
- Fuck it I love you（2019年）
- The greatest（2019年）
- Don't Call Me Angel（2019年）
- Let Me Love You like a Woman（2020年）
- Chemtrails over the Country Club（2021年）
- White Dress（2021年）
- Tulsa Jesus Freak（2021年）
- Blue Banisters（2021年）
- Arcadia（2021年）
- Watercolor Eyes（2022年）
- Did You Know That There's a Tunnel Under Ocean Blvd（2022年）
- A&W（2023年）
- The Grants（2023年）
- Say Yes to Heaven（2023年）
- Candy Necklace（2023年）
- Tough（2024年）
- Henry, Come On（2025年）
- Bluebird（2025年）